# Margot Honecker
Margot Honecker (nacida Margot Feist; Halle, 17 de abril de 1927-Santiago, 6 de mayo de 2016) fue una política comunista alemana, ministra de Educación Nacional de la República Democrática Alemana (RDA) entre 1963 y 1989. Fue esposa de Erich Honecker, líder de la RDA entre 1976 y 1989.

## Carrera política en Alemania
En 1945 se hizo militante del Partido Comunista de Alemania (KPD), el cual al año siguiente integró el nuevo Partido Socialista Unificado de Alemania (SED), y trabajó como mecanógrafa de la junta directiva de la Federación Alemana de Sindicatos Libres en Sajonia-Anhalt.

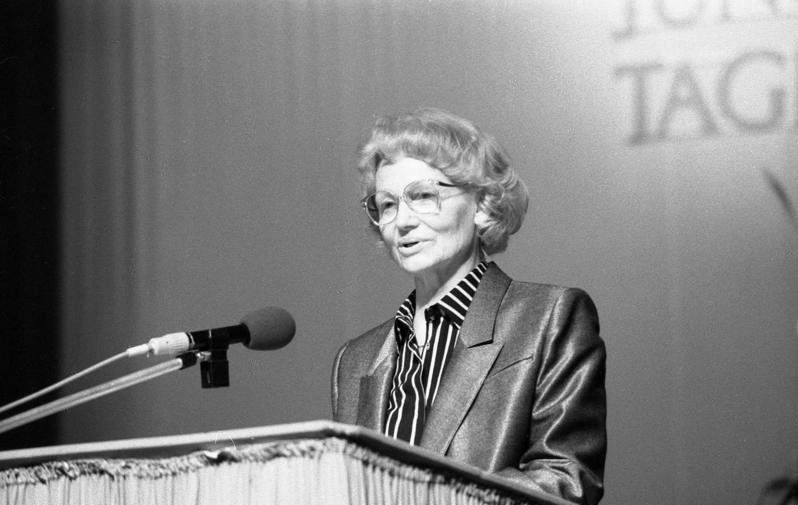
Honecker, como ministra, en octubre de 1988.

En 1946 entró en la Juventud Libre Alemana (FDJ), demostrando habilidades de liderazgo, por lo cual asumió como secretaria de la junta directiva del FDJ en Halle. En 1950, a los veintidós años, obtuvo un escaño en la Cámara Popular, convirtiéndose en la parlamentaria más joven de la República Democrática Alemana. Posteriormente conoció a Erich Honecker, quince años mayor, quien se divorció para casarse con Margot después de que diera a luz a su primera hija en 1952. 
En 1963 se convirtió en ministra de Educación Nacional, cargo que desempeñó hasta noviembre de 1989, poco después de que su cónyuge —quien había asumido como presidente del Consejo de Estado de la República Democrática Alemana en 1976— renunciara a dicho cargo en octubre de 1989. Ambos fueron expulsados del Partido del Socialismo Democrático (sucesor del SED) a fines de 1989.

## Exilio en Chile
En marzo de 1991, los Honecker se exiliaron en Moscú para evitar ser juzgados por los asesinatos y muertes de las personas que intentaban huir del país. En Moscú se mantuvieron asilados en la embajada chilena. El gobierno del presidente Patricio Aylwin actuó en reciprocidad, pues bajo el gobierno de Honecker la República Democrática Alemana había recibido miles de exiliados tras el golpe de Estado contra Salvador Allende, acaecido el 11 de septiembre de 1973. 
En 1992, los Honecker viajaron a Chile, junto a su hija Sonia, casada con un chileno. Erich Honecker falleció en el país sudamericano en 1994. Durante gran parte de su permanencia en Chile, Margot Honecker se mantuvo alejada de actividades públicas y de los medios de comunicación. En 2000, Luis Corvalán, el antiguo secretario general del Partido Comunista de Chile, publicó el libro La Otra Alemania, la RDA. Conversaciones con Margot Honecker, en el cual la exministra habla acerca de la historia de la RDA desde su perspectiva.
En 2012 Margot Honecker rompió su silencio y dio una polémica entrevista al canal de televisión alemán ARD, en la cual defendía el régimen de la RDA y el Muro de Berlín, diciendo respecto de quienes murieron intentando escalarlo que «no necesitaban saltar el Muro y pagar con sus vidas por hacer esa tontería». En 2014 participó en una masiva actividad pública organizada por el Partido Comunista de Chile en el Parque O'Higgins, llamada Fiesta de los abrazos, junto a diversas personas de la Nueva Mayoría, coalición gobernante. Al año siguiente asistió a un acto en homenaje a la fallecida dirigente comunista chilena Gladys Marín, celebrado en el Teatro Caupolicán.
Murió en Santiago de Chile el 6 de mayo de 2016 a la edad de ochenta y nueve años. Fue enterrada en el cementerio Parque del Recuerdo.

## Reconocimientos
- Orden Patriótica al Mérito de oro, Alemania Oriental (1963).
- Orden de Karl Marx (1977, 1987).
- Orden de la Independencia Cultural Rubén Darío, Nicaragua (2008).